# 小行星24939
小行星24939（24939 Chiminello）是一颗绕太阳运转的小行星，为主小行星带小行星。该小行星于1997年5月1日发现。

## 轨道参数
小行星24939的轨道半长轴为2.4224032 UA，离心率为0.258。